# The Show Place Arena
The Show Place Arena är en inomhusarena i den amerikanska staden Upper Marlboro i delstaten Maryland. Den har en publikkapacitet på upp till 5 700 åskådare. Inomhusarenan ägs och underhålls av den delstatliga myndigheten Maryland-National Capital Park and Planning Commission. The Show Place Arena invigdes den 10 november 1993. Den användes som hemmaarena för bland annat Chesapeake Icebreakers (1997–1999).